# باری پورت
باری پورت (به انگلیسی: Burry Port) یک شهرک در ولز است که در کارمارتنشر واقع شده‌است. این شهرک در سال ۲۰۱۲ میلادی ۴٬۲۴۰ نفر جمعیت داشته‌است.